# Казамајна (Л'Аквила)
Казамајна (итал. Casamaina) је насеље у Италији у округу Л'Аквила, региону Абруцо.
Према процени из 2011. у насељу је живело 171 становника. Насеље се налази на надморској висини од 1381 м.